# 菊池康郎
菊池康郎（日语：／ Kikuchi Yasurō，1929年8月20日—2021年11月3日），日本業餘圍棋棋士。世界業餘圍棋錦標赛優勝，日本業餘本因坊戰全等國内業餘大會優勝達20多回，有業餘四強之稱的其中一人。綠星圍棋學園的負責人，培育出山下敬吾等多位職業或業餘的圍棋棋士。致力於國際圍棋交流，綠星圍棋學園代表，國際圍棋友好會理事長，全國兒童圍棋普及代表，一般社團法人全日本圍棋協會理事長。

## 經歷
菊池出生於東京府荏原郡蒲田町（今 東京都大田區蒲田），三歳時受愛好圍棋的父親影響學習圍棋，之後常在圍棋會所鍛鍊。中學時代受到相原忍三段、伊藤友惠、小泉重郎的指導。1948年入讀専修大學，在全日本業餘圍棋锦標赛（前身為全日本業餘本因坊戰）神奈川縣預選中優勝，並成為東日本大會四強而受到關注，與這屆大會的優勝者影山利郎自此成為深交。另外，獲得審判長。安永一賞識並入其門下。安永在雜誌『囲碁春秋』『囲碁之友』中介紹其職業與業餘對局的計劃。1950年與朋友組成研究會，後來稱為「綠星會」。1951年為大學圍棋部在關東大學圍棋循環賽出賽，第1回循環賽最終戰戰勝村上文祥，並獲得個人優勝11連勝，在學界圍棋界中十分活躍。1952－1953年，在『圍碁』雜誌舉辦的「職業業餘二子局」比賽中，連勝瀨越憲作、坂田榮男、高川格、木谷實、橋本宇太郎等九位頂级棋士，最後惜敗於藤澤朋齋九段。打破當時認為業餘棋士不可能在二子局中戰勝職業棋士的「常識」。另外，被剛成為職業棋士的影山利郎推薦成為職業棋士，但因父親反對，畢業後進入八幡製鐵所（現新日本製鐵）。
1955年，因工作關係缺席第1回業餘本因坊戰，第2回被水野弘士擊敗而四強止步，1957年第3回獲得優勝，之後更3連霸。他除了在往後共取得13回優勝外，於業餘十傑戰，世界業餘日本代表中大多數都能獲得優勝。與平田博則、村上文祥、原田實合稱為業餘四強，長時間佔據著業餘圍棋界的最強地位，被評為至少擁有職業棋士六、七段的實力。1956年，『娛樂讀賣』雜誌舉辦的業餘強手淘汰賽中，戰勝多位業餘棋士及大竹英雄初段，直至被工藤紀夫二段擊敗，獲得27連勝。另外，因在雜誌舉辦的比賽中與職業棋士的對戰獲得好成績，1959年有建議讓其參加職業棋戰，但在『棋道』雜誌上引起爭論。
1992年，世界業餘圍棋錦標賽中優勝。2003年，阿含・桐山杯預選戰預選C淘汰賽戰勝趙祥衍五段，預選B擊敗藤澤一就八段及柳時熏七段。棋風富柔軟性，創造性豐富的序盤為特長。
1975年一度停辦的研究会「綠星會」再次設立。1979年「綠星會」繼續發展，成立給兒童的圍棋教室「綠星圍棋學園」。1981年，辭去新日本製鐵的工作，之後，專注於綠星學園的事務。培育出許多有名的兒童。出身成為職業棋士的第一個是村松龍一，之後有青木紳一，青木喜久代，鶴丸敬一，高野英樹，山下敬吾，溝上知親，秋山次郎，加藤充志等二十餘人。1998年起計劃並舉行「東日本兒童圍棋大會」。後來發展成「ボンド杯全日本兒童大會」。
於日中圍棋交流，1961年起參加訪中團。其後繼續率領年輕棋士積極的進行作中國、韓國交流。
2021年11月3日衰老逝世，享年92。
2024年，被選入《第21屆圍棋殿堂》。

## 主要棋歴
大會
- 世界業餘圍棋錦標賽 優勝 1992年、2位 1986年、3位 1985、2002年
- 世界業餘圍棋錦標賽 日本代表決定戰 優勝 1984、85、91、2001、04年
- 全日本業餘本因坊戰 優勝 1957-59、62、65-66、69、72-73、77、82-84
- 朝日業餘圍棋十傑戰 優勝 1968、77、80-81、87、91、97-98、2000年

雜誌舉辦
- 『圍碁』雜誌 高段者二子局循環賽(1952/4-53/2月号) 10-1（○宮下秀洋、○瀨越憲作、○雁金準一、○坂田榮男、○木谷實、○鈴木為次郎、○高川秀格、○橋本宇太郎、○岩本薰、×藤澤朋齋、○藤澤秀行）
- 『囲碁春秋』雜誌 對職業三番碁（1954/8-55/8月号） (先相先)2-1 影山利郎、(先相先)2-0 石毛嘉久、(先相先)0-2 大平修三、(先相先)2-0 横山孝一、(先相先)2-0 星野紀、(定先)2-0 加納嘉德、(互先)1-2 杉内壽子
- 『娛樂讀賣』雜誌 菊池對業餘強手淘汰賽（1956-57年）27-1
- 『囲碁春秋』雜誌 菊池對オールアマ総当たり戦（1959年）9-1
- 『圍碁』雜誌 職業業餘對抗戰（1964年）(互先)1-1（○小杉清、○川本昇）
- 『囲碁春秋』雜誌 大平・菊池三番碁（1964年）(先二) 1-2 大平修三
- 『圍碁』雜誌 東西花形職業業戰（1965年）(先)1-1（×梶原武雄、○關山利夫）
- 『囲碁春秋』雜誌 藤澤vs業餘四強（1967年）(先5目) × 藤澤秀行

## 著作
- 『アマ四強はこうして強くなった』誠文堂新光社 1967年
- 『菊池康郎打碁集』誠文堂新光社 1979年
- 『囲碁に強くなる本 上達への秘密作戦』金園社 1980年
- 『囲碁の初歩の初歩 これで碁が打てる 』金園社 1980年
- 『緑星学園—囲碁を通じて人間育成 夢とおどろき』フローラル出版 2002年

## 自傳
读卖新闻 2006/02/13-2006/04/03 连载

## 注腳
1. ↑  在大學實際能打圍棋的成員除了菊池以外衹在一個人，菊池把朋友加在群體戰集出場。
2. ↑  . 南方周末. 2021-11-04  [2021-11-04]. （原始内容存档于2021-11-16）.
3. ↑  讀賣新聞專欄連載(2006年) 的存檔，存档日期2016-03-04.

## 外部連結
- 綠星圍棋學園 （页面存档备份，存于）